# Aktivist der sozialistischen Arbeit

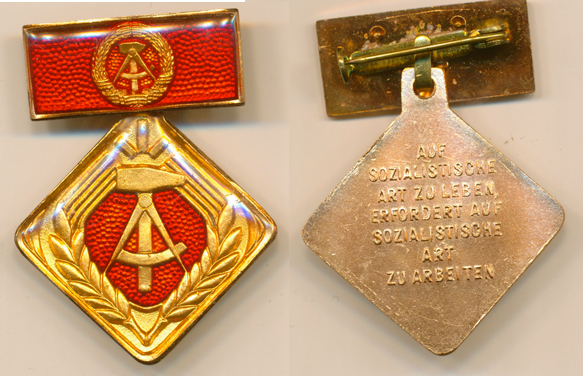
Medaille „Aktivist der sozialistischen Arbeit“

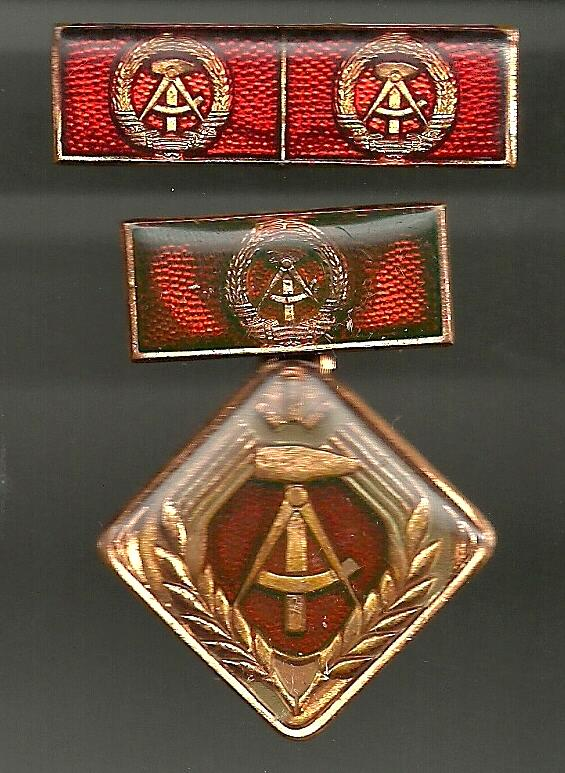
Medaille mit Interimsspange für 2-fache Auszeichnung

Aktivist der sozialistischen Arbeit war eine staatliche Auszeichnung  der Deutschen Demokratischen Republik (DDR), welche in Form eines Ehrentitels mit Urkunde und einer tragbaren Medaille verliehen wurde. 

## Beschreibung
Gestiftet wurde die Auszeichnung am 28. Juli 1969 und ersetzte die bis dahin verliehenen Ehrentitel Aktivist des Siebenjahrplanes, dessen Vorgänger Aktivist des Fünfjahrplanes und Medaille für ausgezeichnete Leistungen. Es gab auch Ehrentitel für Jungaktivisten sowie Hervorragende Jungaktivisten, welche von der FDJ und dem FDGB an Jugendliche in Schule oder Ausbildung für über das geforderte Maß von Engagement und Leistungen verliehen worden sind.

## Begriffsabgrenzung
Der Begriff des Aktivisten wurde dabei für die herrschende Gesellschaftsordnung definiert als Werktätiger, der über die Normen und Vorgaben hinausgehende oder anderweitig Beispiel gebende Leistungen erbringt
- bei der Übererfüllung des Volkswirtschaftsplans;
- im sozialistischen Wettbewerb;
- in Wissenschaft und Technik;
- bei der Verbesserung der Arbeitsorganisation und
- bei der Durchsetzung neuer Arbeitsmethoden.[1]

Die Aktivistenbewegung war aus der Stachanow-Bewegung in der Sowjetunion übernommen worden.

## Verleihungsvoraussetzung

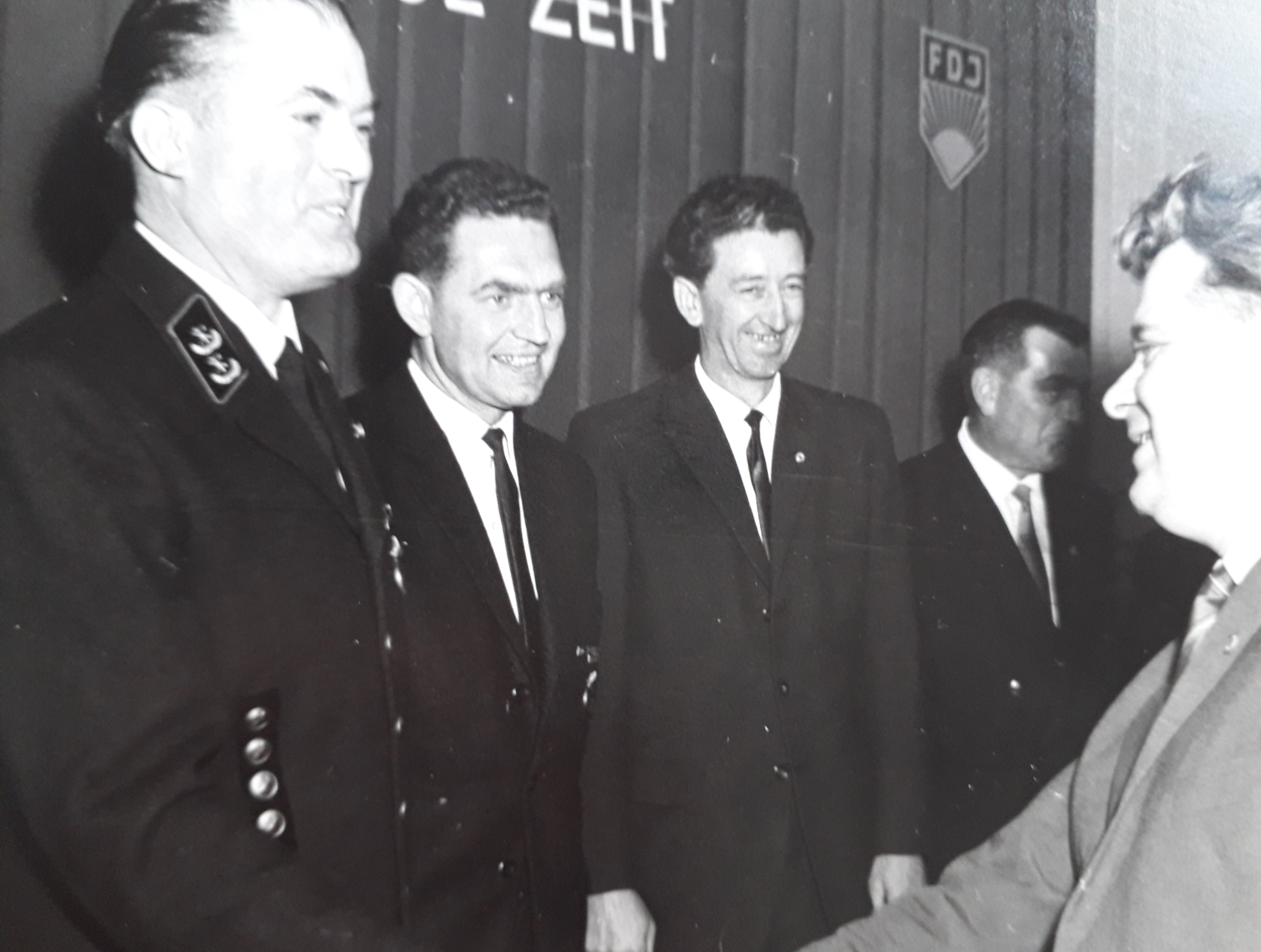
Überreichung der Auszeichnungen in einem VEB

Der Ehrentitel konnte allen Werktätigen in allen Bereichen des betrieblichen wie gesellschaftlichen Lebens auch wiederholt verliehen werden. Einzige Voraussetzung war, dass der Beliehene hervorragende Leistungen beim Aufbau des Sozialismus und bei der Festigung und Stärkung der DDR vollbracht hatte. Das betraf einfachste Dinge bis hin zur Anwendung neuer Arbeitsmethoden oder Überplanerfüllung bei der Produktion. Die Auszeichnung als Aktivist der sozialistischen Arbeit wurde dabei durchaus unterschiedlich bewertet und wahrgenommen. Sie wurde relativ breit gestreut, um die breite Zustimmung der Werktätigen mit dem System nachzuweisen. Im Jahr 1988 wurden von 8.979.700 Werktätigen (S. 111) 4441 als Verdienter Aktivist und 284.166 als Aktivist der sozialistischen Arbeit ausgezeichnet (S. 133).

## Medaille zum Ehrentitel
Die bronzefarbene Medaille, in der Form eines auf dem Kopf gestellten Quadrats mit abgerundeten Ecken, besaß eine Kantenlänge von 25 mm und zeigte auf ihrem Avers ein rot emailliertes bzw. lackiertes gekörntes Mittelfeld mit aufgesetztem Hammer und Zirkel. Links und rechts davon je eine Ähre. Das Revers zeigt die Inschrift:
Im Stiftungsjahr 1969 wurde die Medaille mit einer bronzenen Spange verliehen, die ebenfalls rot gekörnt emailliert war. Von 1970 bis 1990 wurde die Medaille dann mit einer bronzenen Spange mit aufgesetztem Staatswappen der DDR verliehen. Bei mehrmaliger Verleihung wurde eine zwei, drei- oder vierfache Miniaturspange verliehen. Diese zeigten die bronzene Spange mit dem aufgesetzten Staatswappen.

## Urkunde und Ausweis
Neben der Medaille und einer Urkunde wurde in den 1950er Jahren jedem Aktivisten auch ein Ausweis übergeben. Der beinhaltete neben Zitaten von Josef Stalin (Partei- und Staatschef der Sowjetunion), Wilhelm Pieck (Präsident der DDR), Herbert Warnke (Vorsitzender des FDGB) und Hans Roesky (Sekretär der DSF) Angaben zur Person, zum Jahr der Auszeichnung des Aktivisten (einzutragen in Zeilen für 1951 bis 1955), Begründung der Auszeichnung sowie Änderungen im Arbeits- und Wohnverhältnis.